# アジア巨大遺跡
『アジア巨大遺跡』（ -きょだいいせき）は、2015年10月・11月にNHKスペシャル枠で、全4回にわたって放送されたNHK放送開始90周年記念作品のドキュメンタリーである。

## 概要
アジアでは数千年前、ないしは1万年以上前から様々な文化や文明などが進出したが、時代の流れとともに、その多くの記憶が風化させられてしまい、歴史の彼方から消え去ってしまう。そのアジア各地の巨大遺跡を、杏が取材し、その巨大遺跡に秘められた文化・文明の謎に迫り、またアジアならではの叡智・歴史に鋭く迫る。

## テーマ一覧
1. 密林に消えた謎の大都市 ～カンボジア アンコール遺跡群～（2015年10月17日 19:30 - 20:45）
2. 黄金の仏塔 祈りの都～ミャンマー バガン遺跡～（2015年10月18日 21:00 - 21:50）
3. 地下に眠る皇帝の野望～中国 始皇帝陵と兵馬俑～（2015年11月7日 21:00 - 21:50）
4. 縄文 奇跡の大集落 ～1万年 持続の秘密～（日本）（2015年11月8日 21:00 - 21:50）